# Günter Wehner
Günter Wehner (* 12. April 1906 in Leipzig; † 22. April 2002 in Bitterfeld) war ein deutscher Chemiker, Metallurg und Physiker.

## Leben
In seinem Geburtsort Leipzig absolvierte Wehner sein Studium in Chemie, Metallurgie und Physik. 1931 promovierte er schließlich an der Universität Leipzig. Im Anschluss daran forschte er in Göttingen als Assistent auf dem Gebiet der Elektrochemie von geschmolzenen Salzen. Außerdem entwickelte er ein Aufbereitungsverfahren für Magnesium. 1936 trat er in die  I.G. Farbenindustrie AG in Bitterfeld ein. Von 1937 bis 1946 war er als Leiter des neu eingerichteten Magnesium-Forschungslabors in Aken beschäftigt. Dabei entwickelte er 1940 einen Fällungsprozess zur Magnesiumgewinnung aus Meerwasser. Danach übernahm Wehner unterschiedliche Leitungsfunktionen im Elektrochemischen Kombinat Bitterfeld, bis er 1956 von der Technischen Universität Bergakademie Freiberg zum Professor berufen wurde. Auch die Technische Universität Dresden erteilte ihm einen Lehrauftrag. Außerdem wurde er in die Sektion Chemie und Hüttenwesen der Akademie der Wissenschaften der DDR berufen. Während dieser Zeit befasste sich Wehner mit der Forschung auf dem Gebiet der Leichtmetalle. Projekte zur Gewinnung von Aluminium aus Lausitzer Ton wurden unter seiner Leitung durchgeführt. Das Universitäts- und Hochschullehrbuch Anorganisch-technische Verfahren entstand bei der Zusammenarbeit mit Franz Matthes (1909–2005). Es erschien 1964 im VEB Deutscher Verlag für Grundstoffindustrie, Leipzig.